# Зайцев, Антон Гидионович
Анто́н Гидио́нович За́йцев (6 марта 1969 года, Москва; творческий псевдоним «Гамо́вер» (от англ. Game Over)) — российский телеведущий, журналист, обозреватель компьютерных игр. Вместе с Борисом Репетуром был ведущим программ «От винта!» на РТР и НТВ, рубрики «Былое и DOOMы» и программы «Икона видеоигр» на MTV, программы «Планета вкусов» на канале «Моя планета». По состоянию на 2025 год ведёт детскую кулинарную передачу «Съедобное или несъедобное» и программу «Магия вкуса» на Моей Планете.

## Биография
Родился 6 марта 1969 года в Москве. Его отец — Джим Гидион Ньюмба, мулат суданского происхождения, дипломат. Его семья покинула Судан из-за начавшейся в стране гражданской войны. Мать — Раиса Георгиевна (Григорьевна) Зайцева, русская, родилась в Тверской области, преподаватель английского языка.
С 1986 по 1989 год служил в Советской Армии в войсках ПВО. В 2002 году окончил факультет журналистики МГУ. Сотрудничал с телекомпанией ВИD, в которой создавал программу «Отдыхай», также с газетой «Неделя». Работал в программах «Утренний экспресс» и «На ночь глядя» на телеканале РТР. Своим главным учителем в журналистике считает Дмитрия Захарова.
С мая 1995 по октябрь 1998 года вместе с Бонусом (Борисом Репетуром) вёл одну из первых передач на российском телевидении, посвящённых видеоиграм — «От винта!». Она выходила сначала на РТР, а затем перешла на телеканал НТВ. С 1997 года работал в газете «Комсомольская правда» как автор колонки о компьютерных играх, представленной «От винта!».
После закрытия передачи продолжал заниматься обзором компьютерных игр на страницах газеты «Комсомольская правда», в 1999 году (недолгое время) — в программе «Страна советов» на «ТВ Центре». С 2000 года работал спортивным комментатором телеканала «РТР», вёл спортивный блок в программе «Вести». Для этого телеканала Антон также делал авторскую передачу о Звёздном городке. Был ведущим дневников и комментатором на Зимних Олимпийских играх 2002 года в Солт-Лейк-Сити, США.
C 2002 по 2003 год — соведущий, спортивный комментатор канала «Доброе утро, Россия!». В 2003 году принял участие в игре «Форт Боярд».
В 2003 году сотрудничал с интернет-газетой «NEWSLAB» в качестве обозревателя компьютерных игр.
С сентября 2003 по август 2004 года вёл программу «Утро на НТВ». Также на НТВ Антон работал над рубрикой о компьютерных играх в программе «Мышеловка». Затем, в 2004—2005 годах вёл телевизионную программу о путешествиях «Вокруг света» на телеканале «Россия», где также работал его коллега Борис Репетур, но в качестве закадрового голоса.
С 2005 по 2006 год сотрудничал с печатным изданием «Re: акция» в качестве обозревателя, постоянного автора статей.
В 2007 году «Бонус» и «Гамовер» являлись ведущими рубрики об истории компьютерных игр «Былое и DOOM’ы» в программе «Виртуалити» на MTV Россия, с января 2008 по август 2009 года — русской версии программы «Икона видеоигр» на том же телеканале. Также авторская программа Зайцева и Репетура «Без винта» выходила на кабельном канале Gameland TV.
С марта по август 2011 года являлся главным редактором программы «Новое утро» на канале 7ТВ.
С октября 2014 совместно с Борисом Репетуром ведёт рубрику «От винта» в программе «Навигатор игрового мира».
Вместе с Борисом Репетуром включён в «Зал Славы видеоигровой индустрии России».

## Личная жизнь
Есть дочь Екатерина.

## Карьера

### Ведущий телепередач
- 1994 — «Абракадабра»[32] (телеканал «РТР»)
- 20 мая 1995 — 27 сентября 1998 года — «От винта!» (телеканалы «РТР» и «НТВ»)
- 1999 — «Страна советов» (телеканал «ТВ Центр»)[33]
- 2000—2002 — «Вести» (рубрика «Спорт») (телеканал «РТР»)[34]
- 2002—2003 — «Доброе утро, Россия!» (телеканал «Россия»)
- 2003—2004 — «Утро на НТВ» (телеканал «НТВ»)[35]
- 2004 — «Дедушки по вызову, или Посторонним вход… разрешён». Новогодняя ночь на «НТВ» (участник)[36][37]
- 2004—2005 — «Вокруг света» (телеканал «Россия»)[22]
- 10 августа — 22 декабря 2007 года — «Былое и DOOMы» (рубрика в «Виртуалити») (телеканал «MTV»)
- 13 января 2008 — 30 августа 2009 года — «Икона видеоигр» (телеканал «MTV»)
- 25 марта — 30 ноября 2008 года — «Без винта» (телеканал «Gameland TV»)
- 2010—2013 — «Привет, Фауна!» (телеканал «Домашние животные»)
- 23 июня — 22 декабря 2010 года — «Мама, иду!» (интернет-портал «Kanobu.ru»)
- 20 сентября — 22 декабря 2010 года — «Аватары» (интернет-портал «Games-TV»)
- 2011 — «Патруль качества» (телеканал «Москва 24»)[38]
- 2012—2017 — «Планета вкусов» (телеканал «Моя планета»)[39]
- 11 сентября 2013 — 25 апреля 2014 года — «ProИгры» (интернет-портал «Game Pilot»)
- 3 октября 2014 года — настоящее время — «От винта» (рубрика в программе «Навигатор игрового мира»)
- 27 декабря 2014 года — «Level Up» (2х2)[40] — приглашённый гость, совместно с Борисом Репетуром
- 12 декабря 2018 года — настоящее время — «Магия вкуса» (телеканал «Моя планета»)[41]
- 29 сентября 2019 года — настоящее время — «Съедобное или несъедобное» (телеканал «Карусель»)[42]

### Фильмография
- Зефир в шоколаде (1993)[43] — Вася
- Кулагин и партнёры (2004—2013) — эпизоды
- Шпионские игры-2: Ловушка для мудреца (2006) — эпизод

### Участие в телепередачах и интернет-шоу
- 2001 — «Принцип домино» (НТВ) выпуск «Межрасовые дети»
- 2013 — «О вкусной и здоровой пище»[44] (Москва 24) выпуск «Креветки»
- 2019 — «Планета Кострома»[45] (телеканал Моя Планета)
- 2022 — [BadComedian] - МАТРИЦА 4 ВОСКРЕШЕНИЕ —  Морфеус[46]
- 2022 — «Лучший гид России. Алтай»[47] (Youtube-канал «Русское географическое общество»)
- 2023 — «Игрофон»[48] (Youtube-канал «СТУДИЯ ПАЗЛ»)
- с 2023 — «Вот винтаж!» (Boosty-канал «Навигатор игрового мира»)[49]

## Общественная позиция
В октябре 2008 года подписал открытое письмо-обращение в защиту и поддержку освобождения юриста нефтяной компании ЮКОС Светланы Бахминой.